# Pac-Land
Pour le système d'arcade portant le même nom, voir Pac-Land (système d'arcade).
Pac-Land est un jeu vidéo sorti sur borne d'arcade en 1984. Il a été développé par Namco et est basé sur la série animée de Hanna-Barbera Productions.

## Système de jeu
Le joueur contrôle un Pac-Man avec des bras et des jambes, capable d'enchaîner plusieurs sauts afin de se déplacer de plate-forme en plate-forme. Il est constamment attaqué par des fantômes mais peut les gober grâce à des pilules Power qui apparaissent occasionnellement. Il est possible de rencontrer sa femme Mrs Pac-Man et son enfant Pac-Baby.